# Alcyone et Céyx
Pour les articles homonymes, voir Alcyone.

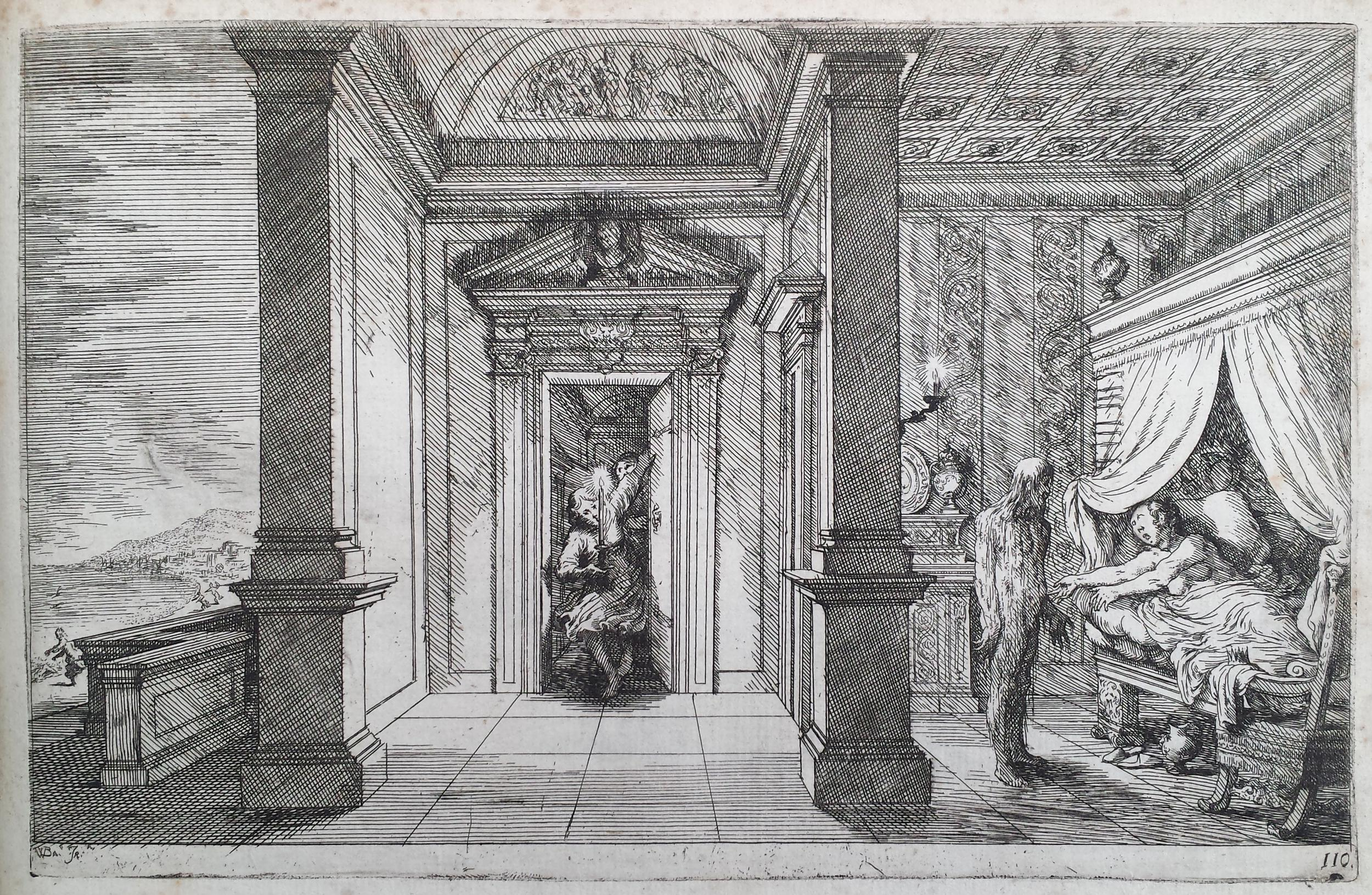
Morphée apparaît à Alcyone sous les traîts de Céyx, gravure pour le livre XI des Métamorphoses d'Ovide.

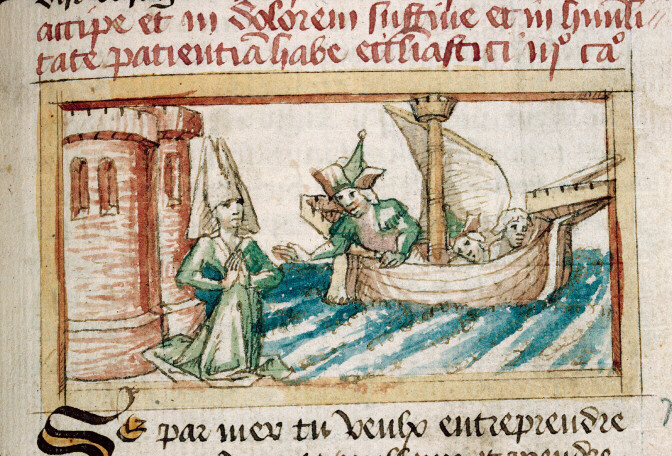
Céyx prenant congé d'Alcyone (France, XVe siècle).

Alcyone et Céyx (en grec ancien Ἀλκυόνη καὶ Κήϋξ / Alkyónē kaì Kḗÿx) sont un couple célèbre de la mythologie grecque.

## Mythe
Céyx, fils d'Éosphoros (l'Étoile du matin), est roi de Trachis en Thessalie. Son épouse Alcyone passe, selon les auteurs, soit pour la fille d'Éole maître des Vents, soit pour la fille d'Éole fils d'Hellen.
Céyx reçoit Héraclès qui fuit Eurysthée. Le héros le remercie en l'aidant à chasser les Dryopes de son royaume. L'un des fils de Céyx, Hippase, se fait tuer lors de l'expédition menée par Héraclès contre le roi Eurytos. Céyx devient le tuteur des enfants d'Héraclès après sa mort. Il les confie à Thésée, pour les prémunir contre la haine d'Eurysthée. Céyx abrite également Pélée, exilé d'Égine pour le meurtre de Phocos.
Il existe deux versions de la légende d'Alcyone et Céyx :
1. Céyx se rend à Claros pour consulter un oracle, mais il se noie durant la traversée. Avertie par Morphée de la mort de son époux, Alcyone part à la recherche de son corps et finit par le retrouver. Pris de pitié devant son chagrin, les dieux métamorphosent le couple en martins-pêcheurs . Cette version explique le fait qu'une période où l'accalmie règne en mer est désignée sous le nom de « jours alcyoniques »[1].
2. Pris de vanité, le couple ose s'assimiler à Zeus et Héra. Pour ce sacrilège, Alcyone est métamorphosée en alcyon (martin-pêcheur) et Céyx, en fou de Bassan ou en goéland[2].

## L'alcyon du pseudo-Platon
Dans le dialogue pseudo-platonicien également attribué à Lucien de Samosate, Alcyone a fait le tour de la terre pour retrouver Céyx et elle est métamorphosée par les dieux en récompense de son amour.

## Représentations contemporaines
L'épisode 29 de La petite Olympe et les dieux (Le rêve d'Alcyone) est consacré au mythe du couple.

## Représentations dans l'art
Le mythe du couple est représenté dans une oeuvre de Richard Wilson (peintre) datant de 1768 et conservée au Musée national de Cardiff. Au premier plan du tableau, on distingue Alcyone qui découvre le corps défunt de Céyx. La scène relate l'émotion de cette tragédie.
Alcyone est un opéra du compositeur français Marin Marais datant de 1706.